# Al-Qāʿida nella Penisola Arabica
Al-Qāʿida nella Penisola Arabica, conosciuta anche come Ansar al-Sharia nello Yemen (abbreviato AQAP, in Arabo: تنظيم القاعدة في جزيرة العرب), è un'organizzazione terroristica islamista affiliata ad Al-Qaida che opera principalmente nello Yemen e in Arabia Saudita.

## Storia
È un gruppo di stampo jihadista salafita formato nel 2009 dalla fusione delle branche yemenita e saudita di Al-Qaeda. È stato diretto da Nasir al-Wuhayshi (nato il 1º ottobre 1976), assassinato il 12 giugno 2015 da un bombardamento di un drone statunitense. L'attuale capo dal 2015, Qasim al-Raymi, è stato ucciso da un drone statunitense il 29 gennaio 2020.
     Controllato dagli Huthi del Consiglio politico supremo
     Controllato dal governo di Hadi
     Controllato da al-Qāʿida nella Penisola Arabica (AQAP) e Ansar al-Shari'a
     Controllato dal Consiglio di Transizione del Sud

Situazione militare nell'ottobre 2022:
Controllato dagli Huthi del Consiglio politico supremo
Controllato dal governo di Hadi
Controllato da al-Qāʿida nella Penisola Arabica (AQAP) e Ansar al-Shari'a
Controllato dal Consiglio di Transizione del Sud

In Yemen, in seguito alla rivolta yemenita del 2011 e allo scoppio della guerra civile in Yemen nel 2015, AQAP, che controlla alcune porzioni di territorio nella regione centrale del Paese, si oppone al governo di Hadi, al gruppo sciita degli Huthi e ai rivali jihadisti sunniti affiliati allo Stato Islamico (ISIS). Dal 2009, gli Stati Uniti, sostenitori dei governi yemeniti di Saleh e Hadi, conducono una campagna di attacchi aerei con droni contro i membri di AQAP. L'organizzazione è responsabile della pianificazione di diversi attentati contro obiettivi occidentali, tra cui l'attentato alla sede di Charlie Hebdo a Parigi del 7 gennaio 2015..
AQAP è da tempo attiva nella promozione del cosiddetto "terrorismo fai da te" da parte di homegrown terrorist, giovani che vivono da anni, se non dalla nascita, in Occidente e mediante l'utilizzo di materiale online, senza dover compiere alcun viaggio, si radicalizzano e si addestrano direttamente da casa, per attaccare i Paesi cui non si sentono di appartenere. Uno dei principali mezzi utilizzati da AQAP a tale scopo è il magazine in lingua inglese Inspire, ideato da al Awlaki e pubblicato sin dal 2010.